# Лодж, Луис Вон
Лу́ис Вон Лодж (англ. Lewis Vaughan Lodge; 21 декабря 1872 — 21 октября 1916) — английский футболист и крикетист. Выступал за футбольные клубы «Кембридж Юниверсити», «Коринтиан», «Кэжуалз», «Смолл Хит», «Ньюбери Таун» и «Дарем Таун», за крикетные клубы Хэмпшира и Дарема, также провёл 5 матчей за футбольную сборную Англии.

## Биография
Родился в Дареме в семье валлийцев. Его отец, Джон, был викарием в Хавертон-Хилл. Луис окончил Даремскую школу, затем поступил в Колледж Магдалины Кембриджского университета. Во время учёбы в Кембридже играл в футбол на позиции защитника, представляя команду университета — «Кембридж Юниверсити» — в 1893, 1894 и 1895 году, сыграв в матчах против «Оксфорд Юниверсити». В 1895 году был капитаном команды «Кембридж Юниверсити».
На клубном уровне Лодж также выступал за «Кэжуалз» и за «Коринтиан». В 1896 году сыграл один матч за бирмингемский клуб «Смолл Хит» (против «Блэкберн Роверс» в рамках Первого дивизиона Футбольной лиги). В репортаже газеты Birmingham Daily Post его игру в том матче описали как «сенсационную». В сезоне 1897/98 Лодж не играл из-за серьёзной травмы колена, однако позднее выступал за «Ньюбери Таун» и «Дарем Таун». Его описывали как «крепко сложенного защитника старой школы», способного как «пинать», так и отбирать мяч у соперника.
С 1894 по 1896 год провёл пять матчей за футбольную сборную Англии (все — на позиции правого защитника). Его дебют за сборную состоялся 12 марта 1894 года в матче против сборной Уэльса на «Рейскорс Граунд» (победа англичан со счётом 5:1). 18 марта 1895 года провёл вторую игру за сборную, также против Уэльса на лондонском стадионе «Куинз Клаб» (ничья 1:1). 6 апреля 1895 года провёл третий матч за сборную, против Шотландии на «Гудисон Парк» (победа англичан со счётом 3:0). 7 марта 1896 года провёл свою четвёртую игру за сборную, выйдя на поле белфастского стадиона «Солитьюд» против сборной Ирландии (победа англичан со счётом 2:0). 4 апреля 1896 года провёл свой пятый (и последний) матч за сборную, в котором англичане на «Селтик Парк» в Глазго проиграли шотландцам со счётом 1:2, прервав свою серию из двадцати матчей без поражений, которая длилась шесть лет.
Помимо футбола Лодж играл в крикет, в том числе первого уровня (англ. first-class cricket) за крикетный клуб графства Хэмпшир (англ. Hampshire County Cricket Club), сыграв три матча на чемпионате 1900 года (против Кента, Дербишира и Лестершира). Позднее играл за крикетный клуб графства Дарем, сыграв три матча на чемпионате малых графств (англ. Minor Counties Championship) в 1902 году.
К 1916 году Лодж страдал от психического заболевания и находился в лечебном заведении в Бакстоне (Дербишир). Ему удалось сбежать из больницы 2 октября 1916 года. 26 ноября 1916 года его труп нашли в пруду в Бербадже (Дербишир). Следствие установило, что Лодж совершил суицид посредством утопления, однако из-за невменяемости он мог не осознавать, что делает.

## Достижения
Сборная Англии
- Победитель Домашнего чемпионата Великобритании: 1895